# Edward Kienholz
Edward Kienholz Fairfield (Washington) 23 d'octubre de 1927 - Idaho 10 de juny de 1994, va ser un artista estatunidec especialitzat en instal·lacions. El seu treball va ser summament crític en diversos aspectes de la vida moderna. A partir de 1972 i fins a la seva mort, va realitzar nombroses obres en col·laboració amb la seva esposa, Nancy Reddin Kienholz. Les mateixes són genèricament identificades com "Kienholz".

## Trajecte artístic
Edward Kienholz va créixer en una masia a l'est de l'estat de Washington. Va aprendre fusteria i mecànica en la seva joventut. Va estudiar a la Facultat d'Educació de l'Est de Washington, i per un curt període a Whitworth College a Spokane, però no va rebre cap formació artística formal. Després d'una sèrie de llocs de treball com infermer en un hospital psiquiàtric, director d'una banda de música, venedor d'automòbils usats, proveïdor de servei d'àpats, decorador i venedor d'aspiradores, Kienholz es va establir a Los Angeles, on es va involucrar amb les arts.
Juntament amb altres artistes de l'àrea de l'avantguarda, va obrir galeries d'art. El 1956 va fundar la NOW Gallery. Va fundar el 1957 la Ferus Gallery amb Walter Hopps. El 1961 va realitzar la seva primera instal·lació, «Roxys», que va causar un gran enrenou a l'exposició de documenta 4 el 1968.
Malgrat la seva falta de formació artística, Keinholz va començar a utilitzar els seus coneixements de mecànica i fusteria en la producció de pintures i relleus de collage amb materials recollits de les carreteres i carrers de la ciutat. El 1960 es va retirar de la Ferus Gallery per concentrar-se a les seves obres, creant objectes i grans figures geomètriques suspeses. Els muntatges de Kienholz realitzats amb objectes quotidians, de vegades vulgars enfrontaven a l'espectador amb preguntes sobre l'existència humana i la deshumanització de la societat del segle xx. A causa del seu llenguatge satíric i poc convencional, el seu treball ha estat sovint relacionat amb el moviment artístic del temor, fundat en la dècada de 1960 a San Francisco.

## Col·laboració amb Nancy Reddin
A començaments de la dècada de 1970, Kienholz va rebre una beca per treballar a Berlín junt amb la seva esposa i col·laboradora, Nancy Reddin, a qui havia conegut el 1972 a Los Angeles. El treball de tots dos va ser molt aclamat, especialment a Europa. Les seves obres més importants durant aquest període van ser el Volksempfänger (aparell receptor de ràdio del període Nacional Socialista a Alemanya). El 1973 va ser acollit com a artista hoste del Servei Alemany per a intercanvis acadèmics a Berlin, i el 1976 va rebre una beca Guggenheim. Va inaugurar la seva mostra «The Faith and Charity» el 1977 a la galeria Hope junt amb Nancy Reddin.